# Огурцов, Николай Григорьевич
Николай Григорьевич Огурцов (8 декабря 1881, Пошехонский уезд, Ярославская губерния — 16 ноября 1942, Москва) — журналист, библиограф

, краевед, педагог.

## Биография
Родился 26 ноября (8 декабря) 1881 в деревне Кладово Пошехонского уезда в семье крестьянина. Окончил начальную земскую школу. Учился в Пошехонском городском училище. В 1901 году работал земским учителем в селе Мормужино Пошехонского уезда. В 1903—1906 гг. учился в Московском учительском институте на казенный счет. В 1906 году за участие в крестьянских сходах, распространение революционной литературы был арестован и отбывал 4,5 месяца предварительного заключения, а затем — год в крепости. В 1908—1912 гг. жил в Москве. Работал секретарем общества взаимопомощи учителей городских училищ и являлся слушателем университета имени А. Л. Шанявского. Сотрудничал в журналах и газетах, среди которых «Этнографическое обозрение», «Для народного учителя», «Студенческий журнал», «Журналист», «Страхование рабочих», «Народная семья», «Народное дело», «Русское слово», «Деревенская газета», «Школа и жизнь».
С 1909 года сотрудничал в ярославской либеральной газете «Голос». С 1912 года в Ярославле, заведовал областным и литературным отделом газеты, с 1916 года — секретарь редакции. Сотрудничал также в журналах «Ярославские зарницы», «Русский экскурсант», других периодических изданиях.
После 1917 года служил в Кредитном союзе кооперативов. Печатался во многих кооперативных изданиях, был редактором «Крестьянина-кооператора». Одновременно был слушателем Ярославского отделения Московского археологического института. Кроме того, учился на историческом отделении факультета общественных наук Ярославского университета. По окончании университета был оставлен научным сотрудником при кафедре русской истории. Его научным руководителем был профессор В. Н. Бочкарев. Был членом ЯГУАК, одним из организаторов секции краеведения ЯЕИКО. Некоторое время он являлся секретарем секции. Был участником рыбинских краеведческих съездов. В 1923 году на IV съезде он был избран в состав Рыбинского бюро научных обществ. В 1924 году участвовал в первой конференции ассоциации по изучению производительных сил Ярославской губернии.
В Ярославле в 20-х гг. жил на Любимской улице, 12 (кв.3). В 1926 году переехал в Москву. Некоторое время работал в ГИМе. Был членом-корреспондентом Центрального бюро краеведения, занимался литературным трудом.
Жена — Нина Алексеевна Огурцова.

## Творчество
в «Голосе» публиковал корреспонденции из Пошехонья под псевдонимом «Локоть». Другие псевдонимы: Ар-н; Арион; Локоть; Н. О.; О-в, Н.; Ог., Н.; Ог-в, Н.; П. П.; П-нов, П.; Полянов, П; Полянов, Павел; Хамелион.
Под научным руководством В. Н. Бочкарева подготовил капитальный библиографический справочник «Опыт местной библиографии: Ярославский край: (1718—1924)» (1924). В книге собран и обобщен огромный фактический материал по местной библиографии. В нее наряду с монографиями вошли календари, публикации в периодических изданиях, включая газетные заметки. Свой труд посвятил ярославскому краеведу И. А. Тихомирову.
В Москве написал повесть из эпохи Октябрьской революции, писал этнографические очерки.

## Сочинения
- Масленица в Пошехонском уезде: (дер. Кладово, Давыдков. волости). — [Б. м.: б.и., 1909].
- Свадебные обычаи Пошехонского уезда: [Речи «дружки»] // Ярославские зарницы. 1910. № 14. С. 4.
- Вопрос об экскурсиях на 2 съезде учительских обществ взаимопомощи // Русский экскурсант. Ярославль, 1914. № 1. С. 5-9.
- Опыт местной библиографии. Ярославский край (718—1924). [Вып. 1] / Предисл. проф. В. Н. Бочкарева. — Ярославль: Изд-во Ярославского Сельско-Хозяйственного и Кредитного Союза Кооперативов, 1924. — XVI, 448 с.
- Библиография революционного движения в Ярославском крае. — Ярославль, 1924.